# Tuili
Tuili (en sard, Tuili) és un municipi italià, dins de la província de Sardenya del Sud. L'any 2007 tenia 1.185 habitants. Es troba a la regió de Marmilla. Limita amb els municipis de Barumini, Gesturi, Las Plassas, Pauli Arbarei, Setzu i Turri.

## Administració
| Període | Identitat      | Partit        |
| ------- | -------------- | ------------- |
| 2005-   | Antonino Zonca | Llista cívica |